# Moules-frites
Moules-frites eller moules et frites (fransk udtale: [mul.fʁit]; nederlandsk: mosselen-friet) er en ret fra Belgien: muslinger og pommes frites. Navnet er fransk. Moules er muslinger, frites er pommes frites. Det betragtes som Belgiens nationalret.

## Baggrund
Moules-frites stammer fra Belgien. Den blev til ved at kombinere muslinger, en populær og billig madvare der blev spist ved den flamske kyst, og stegte kartofler der blev spist om vinteren, når det ikke var fisk eller anden mad at få.
Både i Belgien og Nordfrankrig fås moules-frites på de fleste jævne restauranter. Ifølge en undersøgelse foretaget af TNS blev moules-frites den næstmest udbredte livret i Frankrig med 20 procent af stemmerne, mod magret de canards 21 procent.
I gennemsnit spises mellem 25.000 og 30.000 ton muslinger hvert år i Belgien som moules-frites. Mange af muslingerne, der spises i Belgien, kommer fra muslingebrug i det nærliggende Zeeland i Nederlandene.

## Tilberedning

### Moules
Nogle almindelige varianter:
- Moules marinières: Sandsynligvis den mest almindelige og internationale opskrift,[9] med hvidvin, skalotteløg, persille og smør.[10]
- Moules natures: Muslingerne dampes med selleri, porre og smør.[2]
- Moules à la crème: En anden almindelig opskrift, hvor saucen jævnes med mel og fløde.[2]
- Moules parquées: En ret fra Bruxelles: rå muslinger serveres i skallen med en citron-sennepsauce.
- Moules à la bière: Muslinger tilberedt i sauce med øl i stedet for hvidvin.[11]
- Moules à l'ail: Muslinger med skivet eller hakket hvidløg.[2]

Mindre almindeligt ses fusionsvarianter, hvor bouillonen kan være smagt til med fremmede ingredienser som Espelette-chili eller Pernod. De kan også serveres med mosselsaus af mayonnaise, sennep og eddike.

### Frites
"Frites eller friet spiller en vigtig rolle i belgisk kultur og køkken. I Belgien foretrækkes bintje-kartofler til pommes frites på grund af deres høje stivelsesindhold. De bliver typisk dobbeltstegt (stegt, afkølet og stegt igen) for at gøre dem bløde i midten og sprøde på ydersiden.

### Servering
Moules og frites serverest hver for sig for at undgå, at pommes frites bliver bløde af saucen. Ofte serveres muslingerne i den gryde, de er tilberedt i. En tallerken stilles gerne frem til de tomme muslingeskaller.